# 1871.
◄ | 18. stoljeće | 19. stoljeće | 20. stoljeće | ►
◄ | 1840-ih | 1850-ih | 1860-ih | 1870-ih | 1880-ih | 1890-ih | 1900-ih | ►
◄◄ | ◄ | 1868. | 1869. | 1870. | 1871. | 1872. | 1873. | 1874. | ► | ►►
Arhitektura • Astronomija • Biologija • Fotografija • Glazba • Kazalište • Kemija • Kiparstvo • Knjige • Književnost • Kršćanstvo • Meteorologija • Medicina • Planinarstvo • Politika • Pravo • Promet • Slikarstvo • Šport • Znanost • Željeznički promet

## Događaji
- 14. siječnja  – Izdajom u Podosoju uhićen hrvatski hajduk Andrijica Šimić.
- 18. siječnja – Proglašen je njemački Drugi Reich
- 18. ožujka – Francuska se vojska u Parizu pobunila protiv svojih generala Lecomtea i Thomasa i streljala ih i pridružila se pariškoj Nacionalnoj gardi i pobunjenim građanima – neslužbeni početak Pariške komune.
- 26. ožujka – Francuski predsjednik Louis-Adolphe Thiers je sa svim još poslušnim oružanim snagama, policijom i upraviteljima pobjegao iz Pariza u Versailles. Neposlušni Centralni komitet Nacionalne garde koji je ostao jedina efektivna vlast u Parizu je svojevoljno abdcirao svoj autoritet i pripremio izbore za pariški komunalni Savjet – službeni početak Pariške komune.
- 28. ožujka – Izdana deklaracija Pariške komune.
- 8. listopada – U katastrofalnom požaru u Chicagu, koji je trajao sedam dana, poginulo je 300 ljudi, a 900.000 ostalo je bez krova nad glavom.

## Rođenja
- 9. veljače – Franc Saleški Finžgar, slovenski književnik († 1962.)
- 5. ožujka – Rosa Luxemburg, njemačka političarka († 1919.)
- 5. travnja – Mirko Seljan, hrvatski istraživač († 1913.)
- 6. travnja – John Millington Synge, irski književnik († 1909.)
- 10. travnja – Eduard Slavoljub Penkala, hrvatski izumitelj († 1922.)
- 6. svibnja – Victor Grignard, francuski kemičar i nobelovac († 1935.)
- 27. svibnja – Georges Rouault, francuski slikar i grafičar († 1958.)
- 11. lipnja – Stjepan Radić, hrvatski političar († 1928.)
- 10. srpnja – Marcel Proust, francuski književnik († 1922.)
- 30. kolovoza – Ernest Rutherford, britanski fizičar († 1937.)
- 27. rujna – Janko Vuković Podkapelski, hrvatski carski i kraljevski admiral († 1918.)
- 27. rujna – Ivan Evanđelist Šarić, vrhbosanski nadbiskup
- 27. rujna – Grazia Deledda, talijanska književnica († 1936.)
- 30. listopada – Paul Valéry, francuski književnik († 1945.)

## Smrti
- 1871. – Eugen Kvaternik, hrvatski političar, pisac i revolucionar (* 1825.)
- 12. svibnja – Daniel-François-Esprit Auber, francuski skladatelj (* 1782.)

## Vanjske poveznice
|  | Zajednički poslužitelj ima još gradiva o temi 1871. |